# Ernst af Sandeberg
Ernst Nils David af Sandeberg, född den 12 maj 1871 i Norra Lundby församling, Skaraborgs län, död den 23 december 1953 i Gössäter, Fullösa församling, Skaraborgs län, var en svensk militär. Han tillhörde ätten af Sandeberg.
af Sandeberg blev underlöjtnant vid Västgöta regemente 1891, löjtnant där 1895 och kapten 1904. Han genomgick krigshögskolan 1894–1896. af Sandeberg var kompaniofficer och adjutant vid krigsskolan 1899–1905 och förste adjutant vid III. arméfördelningens stab 1906–1909. Han befordrades till major vid Södra skånska infanteriregementet 1915. af Sandeberg var chef för infanteriets skolor på Karlsborgs fästning 1917–1919. Han blev överstelöjtnant vid Kronobergs regemente 1918 och var tillförordnad chef för Gotlands infanteriregemente 1919–1922. Sandeberg var överste och chef för Västgöta regemente 1922–1927 och därjämte chef för 6. infanteribrigaden 1923–1927. Han var sekundchef för Livregementets grenadjärer 1928–1931 och blev därefter överste i Östra arméfördelningens reserv. af Sandeberg återgick i militärtjänst som försvarsområdesbefälhavare 1939–1942. Han blev riddare av Svärdsorden 1912, kommendör av andra klassen av samma orden 1925 och kommendör av första klassen 1928.